# Hymenophyllum bamlerianum
Hymenophyllum bamlerianum är en hinnbräkenväxtart som beskrevs av Eduard Rosenstock. Hymenophyllum bamlerianum ingår i släktet Hymenophyllum och familjen Hymenophyllaceae. Inga underarter finns listade.